# Ogromne okno
Ogromne okno (ang. The Wide Window) – powieść dla dzieci i trzecia z książek z Serii niefortunnych zdarzeń, napisanych przez Daniela Handlera pod pseudonimem Lemony Snicket. Sieroty Baudelaire mają zamieszkać z Józefiną Anwhistle, która boi się praktycznie wszystkiego. Gdy dzieci zaczynają przyzwyczajać się do ekscentrycznej opiekunki, pojawia się Hrabia Olaf w kolejnym przebraniu.